# L'Infiltré (téléfilm)
Pour les articles homonymes, voir L'Infiltré.
Pour plus de détails, voir Fiche technique et Distribution.
L'Infiltré est un téléfilm français écrit et réalisé par Giacomo Battiato et diffusé le 14 mars 2011 sur Canal+.

## Synopsis
Dans les années 1980, un agent de la DST infiltre une taupe dans le réseau terroriste d'Abou Nidal (Fatah-Conseil révolutionnaire), responsable de plusieurs attentats en Europe.

## Fiche technique
- Scénario et dialogues : Giacomo Battiato en collaboration[1] avec Jacques Massey et Philippe Rondot
- Photographie : Igor Luther
- Montage : Diane Logan
- Musique : Pivio et Aldo De Scalzi
- Langue : français

## Distribution
- Jacques Gamblin : Michel Carrat, officier de la DST
- Mehdi Dehbi : Issam Mourad
- Laurent Lucas : François Rubis, officier de la DST
- Cristiana Capotondi : Laura Bassano
- Salim Daw : Abou Nidal
- Jean-François Balmer : le Directeur de la surveillance du territoire
- Hélène de Saint-Père : Isabelle Carrat
- Bertrand Constant : Bertrand
- Martin Sochor : Alain Montrherl
- Scali Delpeyrat : le directeur de cabinet
- Hichem Rostom : le général Ali
- Zakariya Gouram : Mohammad

## Distinctions

### Récompenses
- Festival international des programmes audiovisuels 2011 :
  - FIPA d'argent
  - FIPA d'or d'interprétation masculine pour Mehdi Dehbi[2].

### Nominations
- International Emmy Awards 2012 : meilleur téléfilm